# Nacka kapellförsamling
Nacka kapellförsamling var en församling i nuvarande Stockholms stift i nuvarande Nacka kommun i Stockholms län. Församlingen uppgick 25 februari 1844 i Nacka-Erstaviks kapellförsamling och 1 maj 1887 i Nacka församling.
Församlingens område motsvarade den del av Nackareservatet som ligger inom Nacka kommun, samt bostadsområdet Hästhagen. 

## Administrativ historik
Församlingen bildades på 1640-talet genom en utbrytning ur Brännkyrka församling och ingick därefter i Huddinge pastorat. Församlingen hade åtminstone sedan 1728 gemensam predikant med Erstaviks kapellförsamling och 25 februari 1844 tillsattes en gemensam sockennämnd varefter församlingarna kom att betraktas som en, Nacka-Erstaviks kapellförsamling.